# Thali(I) carbonat
Thali(I) carbonat là một hợp chất vô cơ có công thức hóa học Tl2CO3. Nó là một muối carbonat màu trắng, có thể hòa tan trong nước. Nó không có hoặc rất ít ứng dụng thương mại. Nó được sản xuất bằng cách cho thali(III) hydroxide tác dụng với CO2.

## An toàn
Giống như các hợp chất khác của thali, nó cực kỳ độc, với liều gây chết trung bình ở miệng là 21 mg/kg ở chuột. Do tính độc hại của nó, nó được liệt kê trong danh sách các chất cực kỳ nguy hiểm của Hoa Kỳ tính đến năm 2007.

## Hợp chất khác
Tl2CO3 còn tạo một số hợp chất với CS(NH2)2, như Tl2CO3·8CS(NH2)2 là tinh thể màu vàng nhạt, nóng chảy ở 183–186 °C (361–367 °F; 456–459 K).